# Armand Rivière
Armand-Félix Rivière (1er mars 1822, Chênehutte-les-Tuffeaux - 13 octobre 1891, Chênehutte-les-Tuffeaux) est un homme politique français.

## Biographie
Armand Rivière étudie le droit, se fait recevoir avocat et s'inscrivit au barreau d'Angers. Rédacteur en chef du Tribun d'Angers, il protesta contre le coup d'État de 1851, dut se réfugier à Londres, puis, de retour en France, se fixa comme avocat à Tours, et se mêla activement aux luttes de l'opposition libérale contre le Second Empire. Il publia vers la même époque plusieurs travaux historiques : Histoire des biens communaux en France depuis leur origine jusqu'à la fin du XIIIe siècle (1856) ; les Miracles de Saint Martin (1861) ; L'Église et l'Esclavage (1864) ; Histoire de la démocratie angevine de 1848 à 1851 (1869). 
Il se présenta à trois reprises, comme candidat indépendant au Corps législatif, dans la première circonscription d'Indre-et-Loire, et obtint, le 1er juin 1863, 4 082 voix, contre 11,169 à l'élu officiel, Alexandre Goüin, et 4,543 à Houssard ; le 22 décembre 1867, en remplacement de Goüin, nommé sénateur, 4 047 voix (19 947 votants), et le 24 mai 1869, 7 169 voix contre 19,010 au député sortant réélu, Houssard. 
Le 20 avril 1870, Rivière avait été élu, au ballottage, député de la 2e circonscription de Tours. Il s'inscrivit à la gauche radicale et combattit la politique opportuniste. Il combattit le plébiscite du 8 mai 1870, applaudit à la révolution du 4 septembre, et fut nommé maire de Tours en novembre 1879. 
Réélu en 1881, il demanda en juin 1882 l'élection des magistrats au suffrage universel, et appuya en juin 1885 la mise en accusation du cabinet Ferry après l'affaire de Lang-Son. Porte, én 1885, sur la liste républicaine d'Indre-et-Loire, il fut réélu député de ce département. Il opina, comme précédemment, avec la gauche radicale, et, en dernier lieu, s'abstint sur le rétablissement du scrutin d'arrondissement, et se prononça contre l'ajournement indéfini de la révision de la Constitution, pour les poursuites contre trois députés membres de la Ligue des patriotes, contre le projet de loi Lisbonne restrictif de la liberté de la presse, pour les poursuites contre le général Boulanger.

## Sources
- « Armand Rivière », dans Adolphe Robert et Gaston Cougny, Dictionnaire des parlementaires français, Edgar Bourloton, 1889-1891 [détail de l’édition]

## Ouvrage
- Armand Rivière, L'Église et l'esclavage, Tours, Menard, 1864, 543 p. (lire en ligne)